# Ekart
Ekart ist ein Begriff aus dem französischen Börsenwesen (frz. écart: Unterschied, écarter: auseinandertreiben, abweichen) und meint im Wertpapierhandel allgemein den Unterschied zweier Kurse bzw. Preise eines Finanzproduktes.
Mit Ekart bezeichnet man speziell z. B. Differenzen zwischen:
- Brief- und Geldkurs (Geld-Brief-Spanne);
- Tageskurs und aktuellem Kaufkurs;
- Kauf- und Verkaufsoptionen[1];
- Inhaberaktien und Namensaktien einer Aktiengesellschaft;
- der Verzinsung von nennwertgleichen und laufzeitgleichen Anleihen an einem Finanzmarkt.[2]

Die Größe und zeitliche Entwicklung der Differenz ist ein jeweils spezifischer Indikator für den angenommenen Wert des betrachteten Produktes, für die Aktivität auf dem Finanzmarkt oder z. B. für die Bonität des Emittenten eines Produktes. Durch Vergleich der Ekarts verschiedener Produkte kann ein Anleger Entscheidungshilfen für oder gegen eines von ihnen ableiten. Dabei ist der Ekart jedoch kein alleiniges Kriterium, sondern wird mit einer ganzen Reihe weiterer Indikatoren gewichtet. Die Bewertung des Ekarts bedarf der Kenntnis über das Produkt, Hintergrundwissen, Marktbeobachtung und Erfahrung.